# Чёрная ленточка
Чёрная ленточка — магнитоальбом советской рок-группы «ДК», записанный и выпущенный в 1988 году на студии «АВАНКИТЧ».

## Об альбоме
Альбом является концептуальным и представляет собой мистификацию двух «радиопередач», когда «корреспонденты радио» записывают «граждан», а для эфира потом делают так называемые политизированные «нарезки», которые, отрываясь от собственных контекстов, обладают всеми свойствами самостоятельных артефактов. И всё это размешивается «музыкой» в такой же степени, как и речами политических деятелей, которых они, как правило, никогда не наговаривали.
В альбоме зачастую присутствуют народные и заимствованные песни. Основным вокалистом альбома является Владимир «Вольдемар» Беклемишев. Также в записи альбома принимали участие бас-гитарист «ДК» Сергей Полянский и вокалист Виктор Клемешев (на тот момент являлся участником «Весёлых картинок»). Продюсером альбома выступил Сергей Жариков.
Альбом был переиздан в 1998 году на студии SS Records как коллекционное издание из двух сборников «До основанья, а затем» (1987) и «Чёрная ленточка» (1989).

## Список композиций

### оригинал 1988 года
| №  | Название                         | Длительность |
| -- | -------------------------------- | ------------ |
| 1. | «Поёт весна»                     |              |
| 2. | «Дочь генерала»                  |              |
| 3. | «Натали»                         |              |
| 4. | «Согласность»                    |              |
| 5. | «Под русскими штыками»           |              |
| 6. | «Память»                         |              |
| 7. | «Дети Арбата»                    |              |
| 8. | «Об этом не следует забывать...» |              |

| №  | Название                      | Длительность |
| -- | ----------------------------- | ------------ |
| 1. | «Мама»                        |              |
| 2. | «Ах, как хочется мне...»      |              |
| 3. | «Раскрасит осень»             |              |
| 4. | «Сердце красавицы»            |              |
| 5. | «Чёрная ленточка»             |              |
| 6. | «Кудрявая, что ж ты не рада?» |              |

### переиздание 1998 года
переизданная версия альбома была помещена на второй CD «коллекционного переиздания» (на первом CD помещён альбом «До основанья, а затем»)
| №   | Название                             | Длительность |
| --- | ------------------------------------ | ------------ |
| 1.  | «Воспевая мечту нашего современника» | 1:08         |
| 2.  | «Поет весна»                         | 2:17         |
| 3.  | «Дочь генерала»                      | 3:25         |
| 4.  | «Если хочешь кушать с салом щи»      | 1:37         |
| 5.  | «Натали»                             | 4:21         |
| 6.  | «Парад планет»                       | 1:05         |
| 7.  | «Под русскими штыками»               | 5:12         |
| 8.  | «Память»                             | 2:13         |
| 9.  | «Дети Арбата»                        | 2:33         |
| 10. | «Об этом не следует забывать…»       | 2:33         |
| 11. | «Мама»                               | 2:53         |
| 12. | «Ах, как хочется мне»                | 3:51         |
| 13. | «Раскрасит осень»                    | 3:49         |
| 14. | «Не плюй в колодец»                  | 0:17         |
| 15. | «Сердце красавицы»                   | 2:33         |
| 16. | «Чёрная ленточка»                    | 3:28         |
| 17. | «Партия меняет курс»                 | 2:49         |
| 18. | «Кудрявая, что ж ты не рада?»        | 2:00         |
| 19. | «Спасибо»                            | 1:54         |